# Palmetyv
Palmetyven (Birgus latro) er en stor eremitkrebs, som findes i tropiske egne af det Indiske ocean og Stillehavet. Den lever enten på øer eller i mangroveskove. Den er 60 cm. lang, har en benvidde på 90 cm. og vejer hele 3 kg. Dens store størrelse gør, at den, i modsætning til andre eremitkrebs, ikke skjuler sig i ting som f.eks. konkylier.
Den har to små øjne på stilke og nogle enorme klosakse. Men selv disse store klosakse kan ikke få hul på palmetyvens yndlingsmad, kokosnødder. For at få fat i disse har den en evne, som ingen andre krabber har; den kan klatre. Den klatrer simpelthen op i en kokospalme, løsner en kokosnød så den falder til jorden og bliver knust. Skulle det ske, at den finder en hel kokosnød på jorden, har den en anden taktik til at knuse skallen. Den slæber kokosnødden hjem til sit fugtige hjem (ofte en hul træstamme). Når nødden så senere rådner, knuser krabben skallen. Udover kokosnødder æder palmetyven også frugter og ådsler.
Hunpalmetyven bærer de befrugtede æg indtil de er klar til at klækkes. Så dropper hun dem i vandet ved højvande. Mange af de nyudklækkede larver bliver ædt af fisk. Dem, der overlever, bliver til små krabber, som lever som eremitkrebs indtil de er gamle nok til at kravle på land. Så kravler de på land for at finde et sikkert sted, mens de venter på, at deres bløde skal hærder.
Turisterne har givet palmetyven dens navn. Mange af disse kan nemlig berette om, hvordan de har set en palmetyv luske af sted med deres solbriller eller tegnebog.